# Елізабет Шу
Елізабет Шу (англ. Elisabeth Shue; нар. 6 жовтня 1963, Вілмінгтон) — американська акторка телебачення та кіно, співачка і кінопродюсерка.

## Біографія
Народилася 6 жовтня 1963 в місті Вілмінгтон, штат Делавер, США. Закінчила Гарвардський університет з вченим ступенем з політології. Дебютувала у кіно в 1982 році з невеликою роллю в телесеріалі. За свою кінокар'єру знялася в понад 40 фільмах, серед яких найбільшу популярність їй принесли «Назад у майбутнє 2», «Назад в майбутнє 3» і «Залишаючи Лас-Вегас». У 2006 році запрошена на головну жіночу роль у фільм «Число 23», але була змушена відмовитися через вагітність.

## Особисте життя
В 1994 одружилася з Девісом Гуггенхаймом. В 1997 народила сина Майза Вільяма, в 2001 — дочка Стелу, а в 2006 — дочку Агнес.

## Фільмографія
| Рік       |   | Українська назва                   | Оригінальна назва                      | Роль                       |
| --------- | - | ---------------------------------- | -------------------------------------- | -------------------------- |
| 1982      | ф | Королівський роман Чарльза і Діани | The Royal Romance of Charles and Diana | Лінн Осборн                |
| 1983      | ф | Де-небудь завтра                   | Somewhere, Tomorrow                    | Маржі                      |
| 1984      | ф | Малюк-каратист                     | The Karate Kid                         | Елі Міллс                  |
| 1985—1986 | с | Заклик до слави                    | Call to Glory                          | Джекі Сарнас               |
| 1986      | ф | Лінк                               | Link                                   | Джейн Чейс                 |
| 1987      | ф | Подвійний обмін                    | Double Switch                          | Кеті Шелтон                |
| 1987      | ф | Пригоди прихожої няньки            | Adventures in Babysitting              | Кріс Паркер                |
| 1988      | ф | Коктейль                           | Cocktail                               | Джордан Муні               |
| 1989      | ф | Війни тіла                         | Body Wars                              | доктор Синтія Лейр         |
| 1989      | ф | Назад у майбутнє 2                 | Back to the Future Part II             | Дженніфер Паркер           |
| 1990      | ф | Назад в майбутнє 3                 | Back to the Future Part III            | Дженніфер Паркер           |
| 1991      | ф | Звичка одружуватися                | The Marrying Man                       | Адель Хорнер               |
| 1991      | ф | Мильна піна                        | Soapdish                               | Лорі Крейвен               |
| 1993      | ф | Двадцять доларів                   | Twenty Bucks                           | Емілі Адамс                |
| 1993      | ф | Серце і душі                       | Heart and Souls                        | Ганна                      |
| 1994      | ф | Радіо всередині                    | Radio Inside                           | Наталі                     |
| 1994      | ф | Сліпе правосуддя                   | Blind Justice                          | Керолін                    |
| 1995      | ф | Підспідок                          | Underneath                             | Сьюзен Кріншоу             |
| 1995      | ф | Покидаючи Лас-Вегас                | Leaving Las Vegas                      | Сера                       |
| 1996      | ф | Ефект спускового гачка             | The Trigger Effect                     | Енні Кей                   |
| 1997      | ф | Святий                             | The Saint                              | доктор Емма Рассел         |
| 1997      | ф | Розбираючи Гаррі                   | Deconstructing Harry                   | Фей                        |
| 1998      | ф | Пальметто                          | Palmetto                               | Ріа Мелрой                 |
| 1998      | ф | Місто янголів                      | City of Angels                         | жінка                      |
| 1998      | ф | Кузина Бетта                       | Cousin Bette                           | Дженні                     |
| 1999      | ф | Моллі                              | Molly                                  | Моллі МакКей               |
| 2000      | ф | Невидимка                          | Hollow Man                             | Лінда Маккей               |
| 2001      | ф | Емі і Ізабель                      | Amy & Isabelle                         | Ізабель Гудроу             |
| 2002      | ф | Лео                                | Leo                                    | Мері Блум                  |
| 2004      | ф | Загадкова шкіра                    | Mysterious Skin                        | місіс Маккормік            |
| 2005      | ф | Гра у схованки                     | Hide and Seek                          | Елізабет                   |
| 2005      | ф | Мрійник                            | Dreamer: Inspired by a True Story      | Лілі                       |
| 2007      | ф | Грейсі                             | Gracie                                 | Ліндсей Боуен              |
| 2007      | ф | Немовля                            | First Born                             | Лаура                      |
| 2008      | ф | Гамлет 2                           | Hamlet 2                               | Елізабет                   |
| 2009      | ф | Дон Маккей                         | Don McKay                              | Сонні                      |
| 2009      | с | Стримай свій ентузіазм             | Curb Your Enthusiasm                   | Вірджинія                  |
| 2010      | ф | Пробуджуючи Медісон                | Waking Madison                         | доктор Елізабет Барнс      |
| 2010      | ф | Піраньї 3D                         | Piranha 3-D                            | шериф Джулі Форестер       |
| 2010      | ф | Джені Джонс                        | Janie Jones                            | Мері Енн Джонс             |
| 2012      | ф | Будинок в кінці вулиці             | House at the End of the Street         | Сара                       |
| 2012      | ф | Весняні надії                      | Hope Springs                           | Карен                      |
| 2012      | ф |                                    | The Hard Ride                          | Агнес Лейк                 |
| 2012      | ф |                                    | Chasing Mavericks                      | Крісті Моріарті            |
| 2012—2014 | с | CSI: Місце злочину                 | CSI: Crime Scene Investigation         | Джулі Фінлі в 44 епізодах  |
| 2014      | ф | Погана поведінка                   | Behaving Badly                         | Памела Бендер              |
| 2017      | ф | Битва статей                       | Battle of the Sexes                    | Прісцилла Ріґґз            |
| 2018      | ф | Жага смерті                        | Death Wish                             | Люсі Керсі                 |
| 2019—2020 | с | Хлопаки                            | The Boys                               | Меделін Стілвелл (9 серій) |
| 2020      | ф | Грейхаунд                          | Greyhound                              | Єва Краузе                 |
| 2021      | с | Кобра Кай                          | Cobra Kai                              | Алі Міллс (2 серії)        |
| 2026      | ф | В череві кита                      | Whalefall                              |                            |

## Номінації та нагороди
| Рік  | Премія                         | Номінації                                                | Результат   |
| ---- | ------------------------------ | -------------------------------------------------------- | ----------- |
| 1985 | Молодий актор                  | Найкраща молода акторка другого плану («Малюк-каратист») | Переможниця |
| 1987 | Сатурн                         | Найкраща акторка («Лінк»)                                | Номінація   |
| 1995 | Оскар                          | Найкраща жіноча роль («Залишаючи Лас-Вегас»)             | Номінація   |
| 1995 | Золотий глобус                 | Найкраща жіноча роль («Залишаючи Лас-Вегас»)             | Номінація   |
| 1996 | Премія Гільдії кіноакторів США | Найкраща жіноча роль («Залишаючи Лас-Вегас»)             | Номінація   |